# A Liverpool FC 2021–2022-es szezonja
A Liverpool FC 2021–2022-es szezonja a csapat 130. idénye volt a csapat fennállása óta, sorozatban 59. az angol első osztályban.

## Mezek
| Hazai mez | Hazai kapusmez |

| Idegenbeli mez | Idegenbeli kapusmez |

| Harmadik számú mez | Harmadik számú kapusmez |

## Játékosok

### Átigazolások

#### Érkezők
| Dátum           | Pozíció  | Mezszám  | Név             | Honnan     | Ár          | For.        |
| --------------- | -------- | -------- | --------------- | ---------- | ----------- | ----------- |
| 2021. július 1. | Hátvéd   | 5        | Ibrahima Konaté | RB Leipzig | £36,000,000 | [ 2 ]       |
| Összesen        | Összesen | Összesen | Összesen        | Összesen   | £36,000,000 | £36,000,000 |

#### Távozók
| Dátum               | Pozíció     | Mezszám  | Név                 | Hova                | Ár               | For.        |
| ------------------- | ----------- | -------- | ------------------- | ------------------- | ---------------- | ----------- |
| 2021. július 1.     | Középpályás | 5        | Georginio Wijnaldum | Paris Saint-Germain | Lejárt szerződés | [ 3 ]       |
| 2021. július 3.     | Kapus       | 73       | Kamil Grabara       | Copenhagen          | £3,000,000       | [ 4 ]       |
| 2021. július 8.     | Támadó      | 41       | Liam Millar         | Basel               | £1,300,000       | [ 5 ]       |
| 2021. július 20.    | Középpályás | 16       | Marko Grujić        | Porto               | £10,500,000      | [ 6 ]       |
| 2021. július 20.    | Támadó      | —        | Taiwo Awoniyi       | Union Berlin        | £6,500,000       | [ 7 ]       |
| 2021. július 24.    | Támadó      | 59       | Harry Wilson        | Fulham              | £12,000,000      | [ 8 ]       |
| 2021. augusztus 23. | Középpályás | 23       | Xherdan Shaqiri     | Lyon                | £9,500,000       | [ 9 ]       |
| Összesen            | Összesen    | Összesen | Összesen            | Összesen            | £42,800,000      | £42,800,000 |

#### Kölcsönbe távozók
| -től                | -ig         | Pozíció     | Mezszám  | Név               | Hova                | Ár       | For.     |
| ------------------- | ----------- | ----------- | -------- | ----------------- | ------------------- | -------- | -------- |
| 2021. július 1.     | Szezon vége | Hátvéd      | 72       | Sepp van den Berg | Preston North End   | —        | [ 10 ]   |
| 2021. augusztus 16. | Szezon vége | Középpályás | 65       | Leighton Clarkson | Blackburn Rovers    | —        | [ 11 ]   |
| 2021. augusztus 16. | Szezon vége | Hátvéd      | 28       | Ben Davies        | Sheffield United    | £500,000 | [ 12 ]   |
| 2021. augusztus 23. | Szezon vége | Középpályás | 58       | Ben Woodburn      | Heart of Midlothian | —        | [ 13 ]   |
| 2021. augusztus 31. | Szezon vége | Hátvéd      | 46       | Rhys Williams     | Swansea City        | —        | [ 14 ]   |
| 2021. augusztus 31. | Szezon vége | Támadó      | 54       | Sheyi Ojo         | Millwall            | —        | [ 15 ]   |
| Összesen            | Összesen    | Összesen    | Összesen | Összesen          | Összesen            | £500,000 | £500,000 |

## Versenysorozatok

### Összegzés
| Premier League  | 38 | 28 | 8 | 2 | 94–26 | +68 | —          | 2.      | 2021.08.14. | 2022.05.22. |
| FA-kupa         | 6  | 5  | 1 | 0 | 13–5  | +8  | 3. kör     | győztes | 2022.01.08. | 2022.05.14. |
| Ligakupa        | 6  | 3  | 3 | 0 | 10–3  | +7  | 3. kör     | győztes | 2021.09.21. | 2022.02.27. |
| Bajnokok Ligája | 13 | 10 | 1 | 2 | 30–14 | +16 | csoportkör | döntős  | 2021.09.15. | 2022.05.28. |

### Bajnokság

#### Tabella
| Hely. | Csapat                 | M  | Gy | D  | V  | G+ | G– | Gk  | P  | Továbbjutás vagy kiesés    |
| ----- | ---------------------- | -- | -- | -- | -- | -- | -- | --- | -- | -------------------------- |
| 1.    | Manchester City CV (B) | 38 | 29 | 6  | 3  | 99 | 26 | +73 | 93 | Bajnokok Ligája-csoportkör |
| 2.    | Liverpool              | 38 | 28 | 8  | 2  | 94 | 26 | +68 | 92 | Bajnokok Ligája-csoportkör |
| 3.    | Chelsea                | 38 | 21 | 11 | 6  | 76 | 33 | +43 | 74 | Bajnokok Ligája-csoportkör |
| 4.    | Tottenham Hotspur      | 38 | 22 | 5  | 11 | 69 | 40 | +29 | 71 | Bajnokok Ligája-csoportkör |
| 5.    | Arsenal                | 38 | 22 | 3  | 13 | 61 | 48 | +13 | 69 | Európa-liga-csoportkör     |

1. ↑  Mivel a Liverpool és a Chelsea, a 2021–2022-es angol labdarúgókupa döntősei bajnoki helyezésük alapján is kvalifikálnak egy európai helyre, így a a kupa győztesének járó Európa-liga helyet a tabellán legjobb pozícióban szereplő, de nemzetközi futballra nem kvalifikáló csapat kapja meg. Ez jelenleg a hatodik helyezett.

## Díjak

### LiverpoolStandard Chartered Player of the Month-díj
| Hónap      | Játékos                | For.   |
| ---------- | ---------------------- | ------ |
| Augusztus  | Mohamed Szaláh         | [ 16 ] |
| Szeptember | Mohamed Szaláh         | [ 17 ] |
| Október    | Mohamed Szaláh         | [ 18 ] |
| November   | Trent Alexander-Arnold | [ 19 ] |
| December   | Mohamed Szaláh         | [ 20 ] |
| Január     | Fabinho                | [ 21 ] |
| Február    | Virgil van Dijk        | [ 22 ] |
| Március    | Alisson                | [ 23 ] |
| Április    | Thiago                 | [ 24 ] |